# York (efternamn)
York eller Yorke är ett engelskt efternamn:

## Personer med namnet York
- Alan York
- Alissa York (född 1970), kanadensisk författare
- Alvin York, amerikansk krigshjälte
- Andrew York (född 1958), amerikansk klassisk gitarrist och kompositör
- Byron York, konservativ amerikansk författare och journalist
- Carol Beach York, författare
- Christian York (född 1977), amerikansk wrestler
- Colin York, australisk rugbyspelare
- Dick York, författare
- Dwight York, författare och musiker; inte samma som fotbollsspelaren Dwight Yorke
- Eric York
- Harry York (född 1974), ishockeyspelare
- Herbert York, fysiker
- Herbert "Lum" York (1918 - 2004), amerikansk musiker
- James W. York, fysiker
- James Warren York, musikinstrumentuppfinnare
- Janet York
- Jason York, ishockeyspelare
- Jerry York, amerikansk ishockeycoach
- Jerry York (affärsman)
- John J. York (född 1958), amerikansk skådespelare
- Jones Orin York, amerikansk spion
- Justin York (född 1983), amerikansk gitarrist
- Kathleen York, artist sångare/skrivare och skådespelerska
- Keith York, engelsk trummis
- Melissa York (född 1969), amerikansk trummis
- Michael York (skådespelare)
- Michael York (landhockeyspelare)
- Mike York, ishockeyspelare
- Morgan York, barnskådespelare
- Myrth York (född 1946), amerikansk politiker
- Peter York, brittisk managementkonsult, författare
- Rachel York (född 1971), amerikansk skådespelerska och sångare
- Rudy York (1913–1970), baseballspelare
- Russell J. York
- Sarah York
- Steve York (född 1943), dokumentärfilmare
- J. Steven York (född 1957), amerikansk science fiction och fantasy författare
- Susannah York, brittisk skådespelerska
- Tony York (1912–1970), baseballspelare
- Tyre York (1836–1916), kongressman från North Carolina
- York, en amerikansk slav mest känd för ha deltagit i Lewis och Clarks expedition.

## Personer med namnet Yorke
- Charles Philip Yorke, en 1800-tals brittisk politiker
- Charles Philip Yorke, 4:e earl av Hardwicke, en 1800-tals brittisk politiker
- Charles Yorke, en brittisk politiker och historiker
- Dwight Yorke, en fotbollsspelare från Trinidad och Tobago
- Henry Readhead Yorke, en 1700-tals politiker, författare och anklagad spion
- James A. Yorke, en matematiker och fysiker
- Joseph Sydney Yorke, en brittisk amiral och politiker på sena 1700-talet och början av 1800-talet
- Michael D. Yorke, en ingenjör och datorprogrammerare
- Philip Yorke, 1:e earl av Hardwicke, en brittisk advokat och politiker på 1700-talet
- Philip Yorke, 2:e earl av Hardwicke, en brittisk historiker och politiker på 1700-talet
- Philip Yorke, 3:e earl av Hardwicke, en brittisk politiker på sena 1700-talet och början av 1800-talet
- Thom Yorke, en engelsk musiker, sångare i engelska rockbandet Radiohead, och soloartist